# Complot des Fieschi
Pour l'attentat de 1835 contre Louis-Philippe, voir Giuseppe Fieschi et Machine infernale.
Le complot des Fieschi (en italien : la congiura dei Fieschi) est un complot ourdi à Gênes le 2 janvier 1547 par Giovanni Luigi Fieschi, dit Gianluigi, appartenant à la maison des Fieschi, afin d'éliminer le prince amiral Andrea Doria et les principaux membres de son entourage.
D'une part, le complot est considéré comme une action purement individuelle due à la jalousie envers la puissance des Doria, d'autre part elle apparaît comme une action afin de restaurer l'ancienne liberté de la république, une tentative d'éliminer le tyran Doria.
L'historiographie actuelle interprète le fait comme un aboutissement des contrastes entre les maisons nobles qui se disputent le pouvoir : la noblesse « nuova »  opposée à la « vecchia » des familles plus anciennes de la république de Gênes.

## Histoire

### Analyse historique
La première interprétation, qui rejette les actions du rebelle au profit de l'exaltation d'Andrea Doria, est celle des historiens des siècles suivants : les annalistes Bonfadio, Companaceo, Sigonio, Capellone, Foglietta, Mascardi et Casoni.
Gianluigi Fieschi, quant à lui, est perçu comme un nouveau Brutus, un tyrannicide par idéal, principalement par les historiens du XIXe siècle (Edoardo Bernabò Brea, par exemple, suivant un courant du Risorgimento qui prônait la mauvaise gouvernance espagnole en Italie).
Les actions de Fieschi résultent donc, dans la réalité historique, d'une combinaison d'aspirations politiques, socio-économiques, de classe et personnelles ; globalement, les résultats n'auraient pas été excellents si une telle action avait réussi, étant donné que Fieschi ne possédait pas la même autorité auprès des puissants que Doria auprès de Charles Quint.

### Les raisons du ressentiment de Gianluigi
Le père de Gianluigi, Sinibaldo Fieschi, avait été parmi ceux qui avaient le mieux accédé aux demandes de prêts d'Andrea Doria, en échange de postes et d'honneurs, pour soutenir les entreprises de Charles Quint. Ces charges étaient inabordables pour le trésor de la République, et en fin de compte, ce soutien à l'empereur profita directement à Andrea Doria, qui accroît ainsi son pouvoir et sa richesse.
En reconnaissance de sa générosité, Sinibaldo avait fait don de ses biens de la Porta d'Archi, ainsi que des propriétés adjacentes à l'est, moyennant une redevance de 4 000 lires par an et une exemption d'impôts pour lui-même et ses héritiers. Mais les dépenses avaient été plus importantes et, à sa mort, la famille se retrouva en difficulté financière. Son épouse, Maria Della Rovere, fut donc contrainte d'abandonner la vie luxueuse du palais de la Vialata pour un régime plus économique dans le fief familial de Montoggio.
Pour aggraver les difficultés, elle ne reçut plus les 4 000 lires annuelles convenues pour la vente de la Porta dell'Arco et de ses environs. Cela suscita la haine de Gian Luigi, qui avait grandi avec sa mère à Montoggio. Il n'appréciait pas de voir Andrea Doria et Giannettino mener une vie de plus en plus confortable, ayant profité de la générosité de son père décédé.
Gian Luigi, devenu majeur, épousa Eleonora Cybo, fille des marquis de Massa, à dix-sept ans. Il quitta le château de Montoggio pour retrouver la vie citadine qu'il méritait, mais se retrouva traité avec mépris par Giannettino Doria, dans son palais de Vialata. Pour couronner le tout, Giannettino entretenait apparemment des relations illicites avec sa femme Eleonora. Cependant, la raison pour laquelle Giannettino a enlevé Ginetta Centurione, la fille d'Adamo, à Gianluigi semble illogique, étant donné qu'au moment du mariage de Giannettino et Ginetta, Gianluigi n'avait que 7 ans.

### Motivations politiques et idéalistes
À ces motivations initiales s'ajoutèrent des motivations idéologiques, notamment le désir de retrouver la liberté d'antan et l'hostilité envers l'ancienne noblesse, pro-espagnole. Les nouveaux nobles étaient ceux qui, avant 1528, année de l'arrivée au pouvoir d'Andrea Doria, appartenaient aux ordres des marchands et des artisans ; cette division reflétait donc l'antagonisme ancien de la République de Gênes entre les populistes et les nobles.
À cela s'ajoutaient d'autres motivations : les anciens nobles étaient liés aux intérêts de l'Espagne dans le commerce des devises nécessaire à l'empereur, tandis que les nouveaux (anciens populistes) étaient attachés aux secteurs commercial et industriel, principalement le textile et la soie. Les anciens nobles souhaitaient maintenir un lien fort avec l'Espagne, tandis que les nouveaux nobles recherchaient une forme de neutralité qui permettrait de rouvrir le commerce avec la France, partiellement rétabli en 1541. Une volonté idéaliste de restaurer l'ancienne liberté des communes subsistait également, même si elle visait à masquer divers intérêts.

#### Précédentes tentatives de complot
Depuis l'arrivée au pouvoir d'Andrea Doria, plusieurs tentatives de renversement eurent lieu, toutes rapidement avortées : en 1533, la conspiration rassemblant Agostino Granara et Corsanico (populaires) et Tommaso Sauli (un nouveau noble), exécutés en 1534 (Granara et Sauli furent immédiatement décapités, Corsanigo s'enfuit, mais fut repris et noyé en mer par Andrea Doria). Ces tentatives infructueuses n'avaient pas créé de troubles et, en 1530, le deuxième doge, Battista Spinola, fut élu sans difficulté. L'échec de la tentative pro-française de Cesare Fregoso en 1536 avait entraîné la construction précipitée des nouvelles murailles. En 1536, les frères Cesare et Ercole Fregoso (les Fregoso avaient été exclus des « Alberghi Nobiliari » lors de la réforme Doria), accompagnés de Guido Rangone, Cagnino Gonzaga et Barnaba Visconti, à la tête d'une armée italo-française de 12 000 fantassins et 800 cavaliers, menacèrent Gênes, mais personne dans la ville ne prit part à leur tentative. Ce fut ensuite celle du prêtre Valerio Zuccarello, décapité en 1539.
Barnaba Adorno (les Adorno avaient également été exclus des hôtels nobles), se retirant au château de Silvano, avait l'intention de conspirer contre Andrea Doria, mais la police du Sénat avait capturé l'un de ses messagers, frère Badaraccio, porteur de lettres relatives au complot. Frère Badaraccio fut décapité après avoir été torturé et il donna des noms, dont ceux de Pietro Paolo Lasagna (un noble populaire) et Gianluigi Fieschi. Avec la paix de Crépy, les nouveaux nobles, se croyant plus forts, ignorèrent la coutume d'alterner un nouveau doge noble avec un ancien et élirent G.B. De Fornari après la mort d'Andrea Pietrasanta. Le conflit s'envenima en 1545, avec l'élection de Giovanni Battista Fregoso, un nouveau noble, comme doge, tandis que la fonction revenait aux anciens nobles selon la coutume de l'alternance.

### Les préparatifs du complot
Gian Luigi commença à contacter des princes et des seigneurs opposés au pouvoir d'Andrea Doria. Il s'agissait de la famille Farnèse de Plaisance, adversaire de Charles Quint et donc de la famille Doria, à laquelle appartenait aussi le pape. Le roi de France était favorable au complot, considérant le départ de Doria du camp français comme une trahison. De nombreux exilés furent également complices de la tentative. L'historien Michelangelo Dolcino identifie les principaux instigateurs du complot, outre Gian Luigi Fieschi, comme ses frères Cornelio, Gerolamo et Ottobuono Fieschi, et surtout Giambattista Verrina. Verrina était le seul membre non noble du groupe, mais il était tout aussi passionné par la tentative que les Fieschi pour des raisons idéologiques, étant un ennemi juré de l'ancienne noblesse.
Il vivait près du palais de la Vialata, connaissait donc les Fieschi et était devenu le conseiller de Gian Luigi. Il joua également un rôle déterminant dans le coup d'État manqué, soutenant leur contribution idéologique ; le mot « Liberté » figurait dans sa devise. Parmi ses autres partisans figurait Raffaele Sacco, juriste de Savone, juge des fiefs florentins et partisan politiquement pro-français. Vincenzo Calcagno, de Varèse, vint ensuite. Le complot visait à tuer immédiatement Andrea et Giannettino Doria, ainsi qu'Adamo Centurione, le beau-père de Giannettino (mari de sa fille Ginetta), puis à élire Barnaba Adorno doge et, en politique étrangère, à abandonner l'Espagne et l'Empire pour s'allier au roi de France.
Les motivations pouvaient différer quant aux intentions développées au sein du groupe ; par exemple, Verrina fut plus tard évoquée comme ayant peut-être l'intention de tuer Fieschi également, par haine envers toute la noblesse et désireux de se débarrasser de ses chefs, tandis que Calcagno hésitait, dit-on, à organiser une telle entreprise. Gianluigi s'était emparé de quatre galères papales et avait conclu un accord avec Pierre-Louis Farnèse, duc de Plaisance et fils du pape Paul III (alors qu'il semble que le pontife, bien que probablement au courant de la conspiration, n'ait pris aucune mesure, ni pour ni contre, permettant à son fils de soutenir financièrement l'entreprise).
Dans les accords avec la France – Gianluigi avait envoyé un frère à cette cour –, l'alliance avec la France avait été promise contre l'Espagne. C'est Gonzague qui avertit Charles Quint de ce qui se préparait, et l'empereur, craignant la perte de Gênes, chargea son ambassadeur, Figueroa, d'avertir Doria du danger. Andrea Doria, qui cherchait à maintenir son indépendance vis-à-vis des grandes puissances en se ralliant au camp espagnol, sachant qu'accepter une plus grande ingérence espagnole signifierait faire de la République un sujet, minimisa la situation en assurant que son pouvoir était bien établi.
L'ambassadeur de Venise à Paris était également au courant du complot. Craignant d'être découvert, Gianluigi dut agir rapidement. Ses milices étaient composées de sujets de ses fiefs apennins, qu'il avait formés à l'art de la guerre. Il flatta également la nouvelle noblesse par l'intermédiaire de Verrina et tenta de gagner la plèbe, se présentant aux chefs populaires comme une chance de recouvrer leur liberté perdue.

### La tentative des conspirateurs
Les conspirateurs choisirent la nuit du 2 au 3 janvier 1547 pour leur action. Leur objectif était de s'emparer de la ville en s'emparant d'abord des portes, puis des navires de la Darsena. Au cours des événements, ils devaient tuer le prince. Le 2 janvier était un dimanche. Fieschi fit entrer ses troupes dans la ville par les portes, les cachant en partie dans son palais de Vialata et en partie dans l'une des galères fournies par la famille Farnèse, ancrée dans le port. Sa milice était composée d'hommes de Farnèse et de paysans des fiefs de Fieschi.
Pour dissiper les doutes et les soupçons, le dimanche, il parcourut les places de la ville, l'air serein et amical. Il rendit visite à Andrea et à Giannettino ; il prit Giannettino dans ses bras et joua avec lui, puis salua chaleureusement ses enfants. Il était si persuasif qu'il trompa même Figueroa, qui était allié avec Doria, et pour cette duplicité il fut accusé d'infamie par les historiens pro-doriens.
Après avoir quitté le palais des Doria, Gianluigi se rendit chez Tommaso Assereto, où séjournaient les nobles qu'il avait impliqués dans la conspiration. Il rassembla d'autres nobles connus qu'il savait être de son côté à travers les rues de la ville et, ensemble, ils se rendirent à son palais de Vialata. Il repartit sous prétexte d'inviter d'autres personnes au dîner du soir, et accueillit d'autres invités à Vialata. Après le dîner, Gianluigi apparut aux invités en armure de combat et prononça un discours dans lequel il souligna la nécessité de libérer la ville des deux Doria.
Le serment de soutien fut presque unanime ; seuls Giobatta Cattaneo Bava et Giobatta Giustiniano, alors emprisonnés au palais, refusèrent. Les autres partisans étaient principalement de jeunes nobles fraîchement intronisés, peut-être initialement invités ignorant ce qui se préparait, croyant à un dîner. Les conspirateurs partirent. Avant de partir, Gianluigi s'arrêta chez sa femme, qui ne savait encore rien, et l'informa de l'action qu'il s'apprêtait à entreprendre.
Il divisa ses hommes et émergea de son palais le dernier, avec 200, peut-être 300 hommes armés. Descendu de Vialata, il s'empara de la Porta dell'Arco, la remit à Cornelio, son demi-frère (fils illégitime de Sinibaldo Fieschi), et chargea les frères Gerolamo et Ottobuono Fieschi de s'emparer de la Porta di San Tommaso, accompagnés de Calcagno, qui ordonna à leurs hommes armés de surprendre la garnison au signal de l'assaut.
Gianluigi continua par la Porta di Sant'Andrea, puis par San Donato, traversa la Piazza Salvaghi (alors Via San Bernardo) et arriva au Ponte Cattenei, dans le port. Là, les conspirateurs se séparèrent : le plan prévoyait la prise des portes d'abord, puis celle des galères Doria avec le soulèvement des esclaves musulmans. Un coup de canon fut tiré, signal convenu aux conspirateurs qu'ils devaient prendre les portes.
Tommaso Assereto, chargé de prendre la porte de l'Arsenal par ruse, tenta de s'emparer de la Darsena, mais fut repoussé par des soldats venus de l'entrée terrestre. Pour pénétrer dans la Darsena, Gianluigi s'était appuyé sur Scipione Bergognino, soldat de la République mais aussi vassal, issu des fiefs de Florence, qui lui ouvrit la porte de la douane du vin, côté mer. Ainsi, lui et ses partisans purent entrer.
Gianluigi confia à Scipione Borgognino la tâche de commander un groupe d'arquebusiers, embarquant sur de petites embarcations pour attaquer l'arsenal depuis la mer. Verrina monta à bord de la galère papale. Des combats éclatèrent et les navires de Doria furent capturés par les conspirateurs, attaqués depuis la mer par Verrina et Borgognino, et depuis la terre par Assereto et Gianluigi, alors arrivés à la Darsena.

#### La mort de Gianluigi Fieschi
Lors de l'attaque de la Darsena, Gianluigi avait rejoint sa galère, entièrement blindée, et attendait le signal pour s'emparer du quartier. À l'approche de sa galère, elle s'échoua, et une série de manœuvres furent nécessaires pour la dégager. Il parvint finalement à se déplacer et à fermer l'entrée de la Darsena. Les navires doriens, alors désarmés, furent capturés et les esclaves musulmans libérés ; Gianluigi quitta sa galère pour embarquer sur les navires doriens. Au cours de ces traversées, la passerelle placée entre les deux galères capturées et amarrées côte à côte, la Capitana et la Padrona, tomba à l'eau. Sous le poids de sa lourde armure de fer, Gianluigi se noya immédiatement, et cela passa inaperçu dans la confusion.

#### Le meurtre de Giannettino Doria
Les frères de Gianluigi, Gerolamo et Ottobono, avaient pris la Porta di San Tommaso après une brève bataille avec les soldats de la garnison.
Au palais princier, les Doria furent pris par surprise. Andrea, ami de Sinibaldo Fieschi, avait peut-être été convaincu par le comportement de Gianluigi quelques heures plus tôt.
Giannettino, entendant le tumulte et craignant une révolte d'esclaves dans la Darsena, se précipita dans la ville avec deux pages ; mais en entrant dans la Porta di San Tommaso, il fut atteint d'un coup d'arquebuse en pleine poitrine, tiré par Agostino Bigelotti de Barga (un soldat de la République ayant rejoint Fieschi). Il fut achevé par les conspirateurs, puis transpercé par l'épée d'Ottaviano Fieschi, qui voulait s'assurer de son assassinat.

#### La retraite des conspirateurs
La victoire des conspirateurs aurait été assurée, avec le contrôle de la Darsena et des portes de la ville, mais ils avaient remarqué la disparition de Gianluigi suite à un accident banal. Gerolamo Fieschi tenta de nouveau de rallier ses hommes et de reprendre l'action, courant dans les rues aux cris de « Gatto » – l'emblème des Fieschi – « Libertà e Fieschi » ; mais personne, pas même parmi les conspirateurs, ne le crut. La mort du chef isola les rebelles, le peuple s'enferma chez lui et les Fieschi ne jouissaient pas d'une grande popularité.
Depuis la Darsena, les condamnés musulmans libérés, environ 300 hommes, profitèrent de l'abandon du camp par les forces combattantes pour s'emparer d'un des navires des Doria, le Temperanza, et de quitter Gênes à son bord. L'Espagnol Bernardino de Mendoza (capitaine général) (es) les poursuivit plus tard par mer avec deux galères, mais ne parvint pas à les reprendre. Andrea Doria, en apprenant la mort de Giannettino, fut conseillé d'abandonner la ville ; mais la mort de Gianluigi changea les événements.
Le Sénat, convoqué d'urgence, constatant que la tentative avait mal tourné, délégua une commission soigneusement sélectionnée pour négocier avec le chef de la révolte et accorder une grâce générale aux conspirateurs. La commission était composée d'Ettore Fieschi, seul membre de la famille à avoir évité la tentative de son cousin et à en avoir été récompensé, d'Ansaldo Giustiniani, et de Nicolò Doria.
Gerolamo Fieschi ne parvint pas à soulever la ville ; constatant la situation désastreuse, il se réfugia avec ses partisans à Vialata. Les négociations commencèrent alors. Gerolamo Fieschi, enfermé dans son palais de Vialata, reçut Ambrogio Senarega, envoyé par le Sénat, qui venait lui accorder la grâce à condition qu'il quitte la ville ; Gerolamo fut contraint d'accepter et s'enfuit rapidement dans son château de Montoggio. Ottobono Fieschi, ainsi que Verrina, Calcagno et Sacco, qui, après l'échec de la conspiration, s'étaient réfugiés sur la galère papale sans jamais débarquer, abandonnèrent Gênes pour fuir à Marseille.
Andrea Doria s'était enfui et s'était réfugié au château de Masone. La conspiration ayant échoué, il retourna en ville à l'invitation du Sénat. Il reçut les condoléances de toutes les ambassades et reprit le pouvoir sur la ville. Lors d'une séance dans la nuit du 4 janvier, Benedetto Gentile fut élu doge, fidèle malgré ses liens avec la famille Fieschi.

### La condamnation des conspirateurs
Le corps de Gianluigi fut retrouvé quatre jours après sa chute à l'eau, englué dans la vase. Il fut repêché dans la Darsena et, sur ordre d'Andrea, après avoir été exposé pendant près de deux mois, jeté à la mer pour empêcher les funérailles. Doria, à la demande de Charles Quint, demanda au Sénat génois de révoquer la grâce accordée aux conspirateurs afin de les expulser de la ville.
Le Sénat accéda immédiatement à sa demande et ordonna la confiscation des biens et palais flisicains, la destruction des fondations des principaux bâtiments, à commencer par l'historique Palazzo di Vialata, et l'expropriation des biens féodaux de la famille rebelle. La destruction du Palazzo di Vialata commença le 8 février et s'acheva en juin. Des peines similaires furent prononcées contre Raffaele Sacco, Vincenzo Calcagno, GioBatta Verrina, De Franchi et les autres conspirateurs.

### La confiscation des fiefs de Fieschi
Les grands fiefs de la famille Giovannetti dans les Apennins et en Lunigiana furent confisqués et partagés entre la République, les Doria et les Farnèse.
Charles Quint, l'empereur propriétaire des fiefs impériaux, partagea ceux de la famille Fieschi entre ses fidèles.
Parmi les nombreux fiefs partagés, Ottavio Farnèse, duc de Parme (qui devint duc de Parme en 1547, après l'assassinat de Pierluigi et l'occupation de la ville par les troupes impériales en 1547), reçut Borgo Val di Taro, Albareto et Calestano.
La République de Gênes reçut Varese Ligure dans la vallée de Vara, et Neirone avec Roccatagliata dans la vallée de Fontanabuona.
Ferrant Ier Gonzague reçut Pontremoli – que Charles Quint souhaitait ainsi maintenir unie à Milan – ainsi que de nombreux autres fiefs, dont Loano, Calice al Cornoviglio et Veppo.
La famille Doria reçut Torriglia, Carrega Ligure, Garbagna et Grondona ; Antonio Doria reçut notamment Santo Stefano d'Aveto.
Ettore Fieschi, seul membre de la famille à ne pas avoir pris parti pour les conspirateurs, conserva ses biens et reçut Savignone ; ainsi, avec lui, une branche de la famille Fieschi maintint sa position en Ligurie.

### Le siège du château de Montoggio
Gerolamo Fieschi et ses partisans résistèrent lors d'un dernier siège désespéré dans le château de Montoggio, à l'issue duquel il fut exécuté et le château détruit.

### Les conséquences de la révolte de Fieschi
La conspiration, bien qu'échouée, posa des difficultés à Andrea Doria dans ses relations avec l'Espagne. Les Espagnols le considéraient désormais incapable de conserver durablement le pouvoir à Gênes et, prétextant cette instabilité, établirent un contrôle direct sur la ville.
Figueroa, en collaboration avec Ferrante Ier Gonzaga, gouverneur de Milan, proposa la construction d'une forteresse pour contrôler Gênes, qui remplacerait le Castelletto récemment démoli, à proximité de Pietraminuta. Il aurait pu s'agir d'une reconstruction plus puissante de l'ancien Castelletto, récemment démoli, qui avait opprimé la ville à la fin du Moyen Âge lorsqu'elle se trouvait aux mains des possesseurs de Gênes, qu'ils soient milanais ou français.
La nouvelle forteresse de Pietraminuta devait abriter une garnison espagnole commandée par Agostino Spinola. Elle offrit également à Andrea Doria un prétexte pour résoudre les conflits latents au sein de la société génoise. Il était nécessaire de régler définitivement le conflit entre les nouveaux nobles, soi-disant populaires et potentiellement alliés de la France, et les anciens nobles pro-espagnols, menés par les Spinola et le cardinal Doria, potentiellement hostiles à Doria en raison d'antagonismes personnels.
Doria put répondre à ces deux besoins. Il résout le premier, grâce à son autorité acquise et, grâce à l'influence d'Adamo Centurione, banquier de Charles Quint, il parvint à imposer son refus de construire la forteresse de Pietraminuta. Cela lui redonna une certaine estime auprès des citoyens, ce qui lui permit de promouvoir une réforme du système de pouvoir, comblant ainsi le fossé entre les anciens et les nouveaux nobles. Il réforma ainsi le système politique interne par une nouvelle loi, connue sous le nom de Garibetto.

## Littérature
Cette tentative de complot advenue le 2 janvier 1547 a fait l'objet d'œuvres littéraires :
- L'histoire de cette conspiration a été écrite en italien par Agostino Mascardi, 1629,
- La conjuration du comte Jean-Louis de Fiesque écrite par Jean-François Paul de Gondi, cardinal de Retz.
- Friedrich Schiller a mis sur la scène la Conjuration de Fieschi (Die Verschwörung des Fiesco zu Genua) (1783).
- Jacques-François Ancelot a écrit, en 1824, une tragédie Fiesque inspirée de cette page d'histoire.

## Film
La congiura dei Fieschi est un film muet italien réalisé par Ugo Falena, inspiré de Die Verschwörung des Fiesco zu Genua (1782) de Friedrich von Schiller.